# Pornographie au Japon
La pornographie japonaise se distingue de la pornographie relevant d’autres cultures, en particulier occidentale, par différentes caractéristiques, notamment la censure des organes génitaux qui sont masqués.

## Historique
La mythologie japonaise, connue par la suite sous le nom de Shinto, déculpabilise la sexualité : un acte sexuel est considéré comme un acte de joie sans connotation de culpabilité ou de péché.

### Époque d'Edo

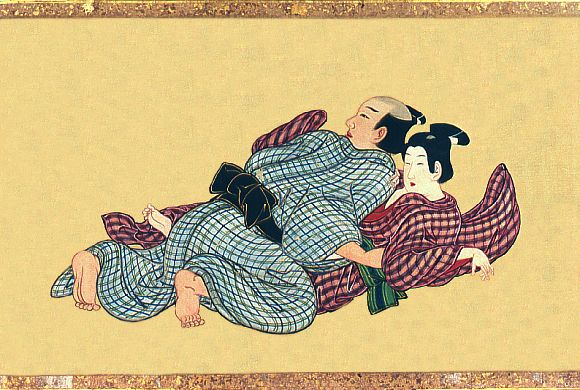
Passe temps printanier
Shunga de Miyagawa Isshō, ca. 1750

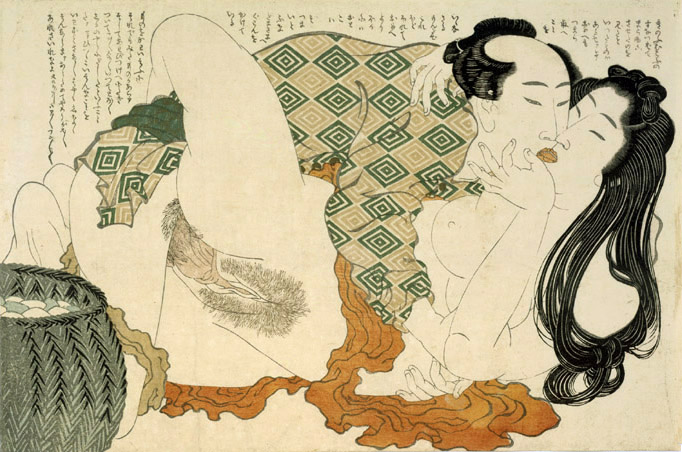
The Adonis Plant (Fukujusô)
Gravure sur bois, Katsushika Hokusai ca. 1815

Le concept de « culture pornographique » est apparu à l'époque d'Edo (1603-1867) durant laquelle toutes sortes de « cultures » s’épanouissaient. Cela ne veut pas dire qu’il n’y avait pas d’ouvrage érotique auparavant. Ces écrits, souvent hautement littéraires, étaient considérés comme des œuvres d’art.
Pendant toute cette période, la pornographie fleurit en raison des caractéristiques particulières à la ville d'Edo (ancien nom de Tōkyō). À cette époque, la ville est peuplée à 60 % d'hommes qui viennent souvent des autres villes pour y travailler. Ils restent sur place pendant des années avant de retourner dans leur ville natale pour se marier (ou pour rejoindre leur femme). Cette importante population masculine, jeune, avait besoin d'assouvir ses désirs sexuels soit dans des lectures érotiques et/ou pornographiques, soit dans des maisons closes situées dans des quartiers précis, parfois contrôlées par l'État comme le quartier d'Yoshiwara à Edo.
Il se vend alors beaucoup d’objets pornographiques. Le plus souvent, il s’agit de gravures pornographiques appelées shunga détaillant toutes sortes de postures. Ces dessins sont, le plus fréquemment, regroupés en livres émaillés par les outrances verbales des partenaires ou d’une brève description de la scène. L’usage qui en était fait est actuellement l’objet de débats. Il est probable qu’elles étaient destinées à être vues en compagnie de la personne désirée ou au cours de masturbations. Pour certains, les shunga seraient glissées par les parents dans la corbeille de mariage de leur fille pour l’initier au sexe[réf. nécessaire]. Les livres de shunga peuvent être empruntés dans des bibliothèques de prêt. En 1808, on en dénombre 656 à Edo (soit une bibliothèque pour 1 500 habitants) et 300 à Osaka. (des livres non pornographiques tels que des gravures sur bois de geishas ou d'acteurs de kabuki connus sont également disponibles dans ces bibliothèques) D’autres objets pornographiques ont vu le jour durant cette période, par exemple des netsuke.
Vers la fin de l'époque d'Edo, des gravures représentant des actes sexuels avec des étrangers font leur apparition et sont vendues sous le manteau, ainsi que des gravures de masturbation, de zoophilie, des dessins impliquant des démons et/ou des divinités.

### Époque contemporaine
Au cours de l'ère Meiji (1868-1912), la publication de matériel pornographique diminue sous la pression du gouvernement, au motif qu'une sexualité étalée au grand jour peut être considérée comme une régression par les pays Européens. Bien que l'édition de shunga ait ralenti, ces gravures continuent à être exportées vers l'étranger en tant qu'« objets d'art ». Les romans érotiques et pornographiques sont toujours imprimés et vendus en cachette. Seule la barrière linguistique a empêché une grande diffusion hors du Japon. Les arts pornographiques (incluant dès lors la photographie) continuent d'exister en raison de la demande mais sont considérés comme un art mineur. Des évocations sexuelles restent autorisées dans les romans et mangas, mais une censure très stricte frappe la photographie et la cinématographie.
Au cours de la Seconde Guerre mondiale, tout sujet pornographique est interdit.
Sous l'influence de publications telles que Playboy, des périodiques pornographiques font leur apparition peu après la Guerre et publient des romans et des photographies à caractère pornographiques. Playboy lui-même n'a pas eu de succès au Japon car ses articles tournaient autour du style de vie américain, les modèles n'étant pour la plupart pas asiatiques, les interviews touchant des personnalités pour la plupart inconnues des Japonais, la mode et les sports étant purement américains. (Playboy Japon a revu ses articles et sa couverture à partir du début de l'année 2000 : il recrute maintenant des journalistes japonais qui écrivent uniquement des articles ayant trait au Japon et abandonnent la plupart des articles d'origine). En revanche, Playboy a donné naissance à un style connu sous le nom de yomono, « choses venues de l'occident ».
Au début des années 1960, plusieurs studios commencent à mettre sur le marché des pinku eiga (litt. « films roses ») destinés à être exclusivement projetés dans les salles réservées aux adultes. La censure interdit strictement de montrer les organes génitaux mais laisse le champ libre à tout le reste. Les productions sont très diversifiées, certaines montrant des scènes de viol ou de bondage.
Tout au long des années soixante, les pinku eiga sont, pour la plupart, des films à petit budget produits par des firmes indépendantes tels ceux de Kōji Wakamatsu. En 1971, l'important studio Nikkatsu fait irruption dans l'industrie du pinku eiga avec les séries Roman porno (litt. « porno romantique ») à gros budget. De 1960 jusqu'à la fin des années 80, différentes lois ambiguës sur la censure aboutissent à classer les films érotiques et pornographiques en une centaine de produits différents. À minuit, les stations de télévision peuvent émettre des films classés pinku eiga, mais leur score d'audience chute face à la concurrence des films pornographiques.
Les publications à orientation homosexuelle apparaissent en 1971 avec la firme Barazoku, qui poursuivra son activité jusqu'en 2004. Chacun de ces périodiques s'adresse à un public différent: Badi magazine convient plutôt à de jeunes homosexuels, Samson magazine à des hommes rondouillards et G-men aux hommes musclés. Les sites Internet de ces publications reprennent les mêmes types d'hommes.
Au cours des années 1980, la prolifération de vidéos pornographiques, habituellement désignées sous le vocable Adult Video (souvent abrégé en « AV »), éliminent les salles de projection cinématographiques dévolues aux pinku eiga. En effet, les vidéo-clubs mettent à la disposition du public la location de ces AV à un prix nettement moins élevé qu'une entrée de cinéma. La famille japonaise type possédant, à cette époque, au moins deux téléviseurs et deux lecteurs de cassettes vidéo, les ventes de bandes s'en sont trouvées accrues. Il est dit, sans être réellement démontré, que la raison de l'échec du système Betamax serait que nombre de films AV étaient vendus ou loués au format VHS.
Peu de vidéos AV sont vendues au format Laserdisc. Il faut attendre le vidéo CD et, plus tard, le DVD.
Nintendo sort sa première console de jeux vidéo en 1983. Quelques jeux à caractère pornographique sont aussitôt mis en vente. Nintendo souhaitant conserver à ses machines un caractère ludique familial, ce genre de publication est vite éliminé du marché. Les jeux pour les ordinateurs personnels, n'étant limités que par la censure, deviennent une voie de distribution idéale pour les jeux pornographiques.
Vers la fin des années 1980, la production de dōjin explose. On estime que la moitié de celle-ci est constituée par des publications pornographiques. Des problèmes de droits d'auteur empoisonnent ce nouveau créneau. Malgré tout, la production de dōjinshi reste un moyen idéal pour faire ses premières armes avant d'aborder les journaux professionnels. Les yaoi prennent naissance au sein du marché des dōjinshi. Les années 1980 voient également les magazines spécialisés s'orienter vers des lecteurs d'âge mûr et leur offrir un contenu plus explicite. Ce n'est pas réellement une innovation. Ce genre de publication trouve son pendant sous la forme de journaux déjà existants, destinés à des lectrices. Leur contenu est bien plus explicites que leurs homologues masculins.
À dater du milieu des années 1990, les premiers jeux pornographiques arrivent dans le milieu des dōjin.
Un rapport du gouvernement britannique estime que certaines images pédophiles placées sur Internet à la fin des années 1990 sont probablement originaires du Japon. Depuis la loi de 1999 réprimant la pédopornographie, celle-ci a chuté autour de 2 %.

## Législation et évolution de la pornographie au Japon
La pornographie japonaise s'est diversifiée afin de répondre à des besoins variés. Cette diversification s'est faite pour trois raisons :
- distraire en développant des moyens d'expression qui n'existaient pas encore ;
- occuper des places laissées vacantes sur le marché ;
- contourner la censure.

Ni le conservatisme religieux ni le féminisme n'ont été un frein déterminant dans la pornographie au Japon.

### Législation et censure
Le tabou religieux et social stigmatisant la nudité a été historiquement plus faible au Japon qu'en occident. Les livres érotiques détaillant des actes sexuels sont en vente courante pendant toute l'époque d'Edo (1600-1868). Hommes et femmes se baignent couramment en public jusqu'à l'ère Meiji (1868-1912) et même au-delà alors que, pour la civilisation occidentale, la nudité et a fortiori la nudité en public étaient mises à l'index. Ce n'est qu'après l'ère Meiji que la nudité a été stigmatisée au Japon. L'extrême nudité montrant les parties génitales est prohibée et poursuivie (sauf dans les bains publics). Il n'y a, pendant cette période, que deux plages ouvertes aux nudistes, toutes deux privées.
Au Japon, l'article 175 du code pénal punit d'emprisonnement et/ou d'amende quiconque vend ou distribue du matériel « obscène », surchargeant l'article 21 de la Constitution japonaise qui garantit la liberté d'expression et interdit la censure. Définir ces fameux éléments « obscènes » a fait couler beaucoup d'encre. Il est habituel dans les publications pornographiques de masquer tout ou partie des organes génitaux par un rectangle noir. Les films ou vidéos appliquent une pixellisation sur les régions pubiennes au cours des scènes explicites. Certaines bandes vidéos ne sont pas censurées, il s'agit dans ce cas de films tournés par des sociétés étrangères avec des actrices japonaises.
Jusque dans les années 1990, la région pubienne entière, y compris les poils pubiens, étaient réputés obscènes et non publiables. Waterfull and Santa Fe de Kishin Shinoyama est la première publication à transgresser la législation en montrant les poils pubiens. Beaucoup de producteurs adhèrent alors à des groupes d'éthique et décident de ce qui est acceptable ou pas. Nihon Ethics of Video Association (日本ビデオ倫理協会), Ethics Organization of Computer Software (一般社団法人コンピュータソフトウェア倫理機構) et Contents Soft Association (コンテンツ・ソフト協同組合) sont des exemples de ce type d'associations. En 2007, la police commence à poursuivre les « webmestres qui autorisent la présence de photographies de nus non censurées sur leur site ». En 2008 une jurisprudence autorise à montrer la pilosité pubienne et les organes génitaux dans un but artistique.
Il est tout aussi illégal d'importer des objets pornographiques au Japon. Les douaniers recherchent systématiquement les bandes vidéo dans le courrier international et les bagages à main. Dans des cas extrêmes et répétés, les contrevenants encourent des amendes, mais se voient en général confisquer leurs objets de contrebande. L'application de la loi est devenue plus stricte, et davantage de contrevenants se sont fait arrêter ces dernières années[Quand ?] dans le cadre de la lutte contre le commerce de la drogue et le terrorisme.
Il existe aussi, vendue en cachette, une pornographie en plein développement appelée urabon qui ignore la censure. Ce genre prévaut spécialement sur Internet car il n'y a aucun mécanisme qui empêche sa diffusion depuis d'autres pays que le Japon. Ce n'est que le 1er novembre 1999 que ce pays a édicté des lois répressives dans le but de ne pas contrevenir à celles existantes dans les pays occidentaux.
Depuis lors, la pornographie mettant en scène de jeunes adolescents/adolescentes a été limitée aux lolicon et shotacon.
Les lolicon restent actuellement un commerce très lucratif estimé, selon le Japan Times, à trois millions d'albums pour la seule année 2006-2007
.
En 2004, une modification du décret municipal de Tokyo sur le développement sain de la jeunesse impose un emballage aux magazines « nocifs pour la jeunesse » afin d'empêcher de voir leur contenu sur les lieux de vente. L'union des supérettes de proximité (konbini, où sont vendus 50 % des publications pour adultes) demande alors à l'Association japonaise des éditeurs de magazines de prendre les mesures nécessaires, ce qui sera fait par les imprimeurs de ces revues, et ce pour l'ensemble du territoire.
Le 15 décembre 2010, le gouvernement de Tokyo vote une réglementation limitant aux plus de 18 ans les mangas et animations où sont représentées des scènes de sexe trop violentes (inceste, viol, pédopornographie).
Dix des principales maisons d'édition japonaises, dont Kōdansha, Shūeisha et Kadokawa Shoten, s'opposent à cette décision et menacent en représailles de boycotter le Tōkyō International Anime Fair.

### Pornographie et religion
Il n'y a pas, au Japon, de religion au sens qui est donné en Occident. Les différentes religions qui coexistent au Japon sont plutôt des philosophies et dès lors n'opposent pas d'interdits. Elles n'ont pas d'action régulatrice sur la pornographie et ne définissent pas l'immoralité. Leur définition est le fruit d'un consensus dans le pays.
De plus, la séparation de la religion et de l'État est complète bien avant la prolifération de la pornographie. Au cours de la période Edo, le Shogun Tokugawa a limité les activités des religieux à la célébration des mariages et des enterrements sous le prétexte que le bouddhisme et le christianisme soutiennent les rébellions. Le shogun, reconnaissant le danger que représentait le fanatisme religieux, ferma l'accès de la police aux dirigeants religieux.

### Pédopornographie
Ce n'est qu'en 2003 que le Japon a promulgué des lois réprimant la production, la distribution, la vente et la possession de pornographie infantile, s'alignant en cela sur les pays occidentaux. Il est difficile d'appréhender le chiffre d'affaires généré par l'industrie de la pédopornographie mais le montant total généré par les seuls mangas dépasse les 5,5 milliards de dollars en 2000. Ce chiffre ne représente que le quart des ventes de matériel pornographique au Japon. On estime par ailleurs que 30 à 40 % des mangas renferment des images ayant trait au sexe. Celles-ci peuvent impliquer de jeunes écolières des classes élémentaire ou du début du secondaire dans des scènes de viol, sado-masochistes, et bondage.
Selon la police nationale, 935 cas de pédopornographie ont été recensés en 2009, soit une hausse de 38,3 % par rapport à 2008. Ces cas concernaient 411 enfants âgés de moins de 18 ans (+ 21,6 %), chiffre le plus élevé depuis le lancement de statistiques en 2000. 650 personnes ont été déférées à la justice, dont seize parents de victimes. 507 affaires ont été repérées via Internet, soit près du double qu'en 2008. En 2010, 1 342 cas ont été comptabilisés, impliquant 618 mineurs. En 2011, 1 455 cas ont été comptabilisés, impliquant 638 mineurs, dont 105 ayant moins de douze ans.
En 2010, la peine maximale encourue pour les producteurs ou trafiquants de pédopornographie était de cinq ans de prison et cinq millions de yens d'amende. En mai 2010, un projet de loi est en cours de présentation à la Diète du Japon visant à faire disparaître les images et vidéos de pédopornographie sur Internet.

### Lutte contre l'exploitation sexuelle des adolescents et des jeunes
L'entrée dans la pornographie des jeunes actrices peut régulièrement être liée à des conditions de détresse financière et morale. De nombreux cas d'abus sexuels ont été enregistrés, au point que la Diète s'en saisisse en vue de légiférer. Un projet de loi étudié en 2022 prévoit notamment l'instauration d'un délai minimum de un mois entre la signature du contrat et le tournage d'une vidéo, et un délai de 4 mois entre le tournage et la diffusion. Est prévue en outre la faculté de résilier le contrat et dans ce cas, l'obligation pour les vendeurs de vidéos de récupérer les produits et de supprimer les images.

## Culture du sexe et pornographie
La pornographie est, au Japon, culturellement mieux acceptée qu'en Occident. Souvent, des scènes acceptables pour un Japonais seraient intolérables en Occident et sont montrées sans même une mise en garde. Par exemple, dans un épisode de Dragon Ball, afin de trouver un adversaire invisible, Bulma est représentée dépoitraillée, faisant saigner abondamment du nez le maître Tortue Géniale (signe de l'excitation) et aspergeant l'homme invisible de son sang.
L'érotisme japonais utilise les mêmes thèmes qu'en Occident, comme les rapports homo et hétérosexuels, sexualité de groupe, orgies, bondage, fétichisme sexuel. Les femmes sont cependant plus souvent mises en scène comme soumises, dont parfois des écolières[source insuffisante].

### Subdivision de la pornographie
Existant depuis des temps reculés, la pornographie s'est beaucoup développée depuis la promulgation des lois la censurant. Actuellement elle est devenue extrêmement importante dans le pays avec une diversification des genres destinée à satisfaire la plus grande variété de demandes et désirs sexuels.
- Aka-chan play (litt. « jouer au bébé »). Ce genre consiste à jouer la régression vers la prime enfance, les hommes mimant la dépendance à la mère, en abandonnant toute responsabilité.
- Virtual Date (litt. « rendez-vous virtuel »). Ce genre consiste à jouer le rôle de petit ami. « L'actrice » entraîne l'homme à un rendez-vous virtuel qui est l'occasion de scènes de sexe.
- Poupée-cassée, sous-genre du fétichisme médical. De jeunes personnes se mettent en scène sur un lit d'hôpital, ligotées, frappées, recouvertes de gaze et de contusions simulées. Viol et bondage en sont habituellement l'aboutissement.
- Burusera (litt. attirance [sexuelle] pour le sous-vêtement). Les admirateurs du genre collectionnent les culottes, chaussettes et tenues d'écolières.
- Chikan[19] (litt. « conduite perverse ») : implique des personnes (habituellement des hommes) qui payent pour s'asseoir sur une estrade aménagée en car ou en compartiment de train et se soumettre au frotteurisme.
- Enjo kōsai[20]—Ce genre concerne un marché d'amateurs de jeunes filles âgées de 13 à 18 ans
- Gōkan play (« scènes de viol ») : ce genre montre des scènes de viol simulé.
- Lolicon (abrégé de « lolita complex ») : met en scène des écolières de l'enseignement secondaire.
- Ningyō (« poupées »). Beaucoup d'adeptes de dessins animés aiment s'amuser avec des poupées représentant leur personnage favori.

### Dōjin et pastiches
Dōjin (litt. « Travaux d'admirateurs »), sont des imitations d'animes, jeux et mangas en vogue. Ils sont édités en violation des droits d'auteurs et leurs auteurs peuvent être poursuivis par la justice. En général, le propriétaire des droits préfère ignorer l'existence de Dōjin. En effet, la vente de ces copies étant représentative du nombre de consommateurs, elle permet de mesurer l'audience qu'a l'œuvre originelle dans la population et son évolution dans le temps.
Il est habituel pour un dōjinshi de représenter des mineures connues sous le nom de lolicon.

### Vidéo
La vidéo pornographique (encore appelée « vidéo pour adultes », « AV » au Japon, ou encore « vidéo japonaise pour adultes ») recouvre beaucoup de thèmes. La seule limite qu’elle connaisse est celle de la législation. Elle est avant tout destinée à une population masculine. Ceci a conduit à croire que les actrices interprétant un rôle dans ces films y sont contraintes par des yakuza ou qu'elles sont masochistes.
Beaucoup de vidéos ont un titre qui pourrait faire penser qu’elles mettent en scène des mineures. En fait, aucun titre mis en vente sous le label « EIRIN », ne contrevient à la loi. Un stratagème courant est de remplacer une partie du titre par un simple signe ou par un néologisme phonétiquement similaire. Par exemple, le titre « partouse de jeunes filles à l’âge de 19 ans » devient « partouze de filles il y a IX ans ». Le terme joshikosei (女子高生) ne peut pas être employé car il supposerait que les protagonistes de sexe féminin soient âgées de 17 ans ou moins (ce qui est contraire à la législation règlementant la pornographie). Le vocable de « high-school girl » étant banni car il supposerait que les protagonistes féminines aient 17 ans ou moins, le néologisme homonyme « school girl » (« étudiante » sans plus de précision) lui est substitué pour rester dans le cadre de la législation.
Les vidéos destinées aux adultes traitent de bien plus de sujets tabous (dans une civilisation occidentale) qu’on ne pourrait le supposer. Les élèves et autres femmes en uniformes visibles dans les productions AV contreviennent parfois aux règles établies par consensus en présentant un viol, une pénétration suivie d’éjaculation (中出し, nakadashi)), un bondage, des actes bestiaux ou sadiques, des vierges subissant l’acte sexuel contre leur gré et saignant ensuite par leur vagin, des scènes lesbiennes ou sado-masochistes. Le marché de ces vidéos présente aussi une offre de films mettant en scène toutes les perversions sexuelles : scatophilie, zoophilie, clystérophilie, lactation érotique, maïeusophilie, ondinisme, fétichisme du pied, émétophilie, bukkake, etc.
Une plus grande importance est accordée aux préliminaires (stimulation des tétons, cunnilingus et baisers sont ainsi présents dans quasiment chaque scène) et au plaisir féminin en général (un représentation très répandue voit l'actrice prendre du plaisir et en être très gênée). Il est très fréquent également que l'acteur exhibe devant la caméra la lubrification vaginale de sa partenaire afin de montrer aux spectateurs que son plaisir n'est pas simulé[réf. nécessaire].

### Anime
Les dessins animés érotiques - connus, au Japon, sous le nom de adult anime et, en Occident, sous le vocable d’hentai - même s'ils peuvent servir à qualifier des comportements comme le sadisme ou l'inceste, n’ont pas nécessairement de connotation sexuelle.

### Jeux vidéo
Les jeux vidéo destinés aux adultes sont populaires au Japon. Ils représentent environ 25 % de la totalité des programmes édités annuellement (statistiques de janvier 2007). Ce genre est peu connu hors du Japon en raison de problèmes culturels et de traduction, mais il est très bien connu des internautes et ces jeux sont souvent copiés illégalement pour être présentés comme des « dessins animés pour adultes ». Connus sous le nom de « jeux bishōjo » (litt. « jeux de belles jeunes femmes ») au Japon, ils portent en Occident divers noms : hentai, jeux eroge, etc. Certaines firmes (Peach Princess, Jast USA et G-collections) traduisent et adaptent les jeux de simulation et les « visual novels », en anglais. Ils sont produits pour le marché étranger et intéressent peu les Japonais. Les jeux vidéo pour adultes sont classés « 18+ » au Japon par le EOCS ou CSA.

### Internet
Les fanfictions, courantes sur le web, ne se limitent pas à des personnages fictifs mais mettent également en scène des personnes bien vivantes. Ces œuvres seraient dénuées de sens pour qui ne regarde pas les émissions de la télévision japonaise. Les scénaristes de dōjin se servent d’Internet pour promouvoir leurs produits en offrant des extraits de leurs œuvres les plus récentes ou une démonstration de jeux vidéo, et en éditant les adresses où les internautes peuvent se procurer d’autres produits. Ils recrutent d’autres scénaristes et artistes en ligne. Il existe plusieurs moteurs de recherche dédiés aux sites pour adultes exclusivement. Ainsi chacun peut effectuer des recherches sur ce qui l’intéresse sans passer par un moteur de recherche général qui leur propose chaque mot-clé. Nombre de travaux de dōjinshi sont présentés dans des sites web spécialisés qui permettent au spectateur de les visionner gratuitement.
Beaucoup de sites web hébergent des cartes de vœux (souvent pornographiques) provenant de sites qui leur sont liés ou d’amis qui trouvent là un moyen de se faire connaître. Par exemple, une carte de vœux pour Noël représente une jeune fille déguisée en Père Noël à différents stades de l’effeuillage..

### Publications périodiques
Les publications périodiques sont, avec les vidéos, la méthode la plus usitée pour diffuser la pornographie. Il n’y a pas d’âge légal à l’achat d’un magazine tant qu’il ne contient pas de manga ou d'images pornographiques. Beaucoup de revues non pornographiques renferment des photos « glamour ». Tant que la femme est habillée d’autre chose que d’un maillot, la photographie est considérée comme non pornographique. De même ne sont pas classées pornographiques les publications contenant la photographie de femmes dénudées pour étayer un article, mais ces photos doivent être artistiques et ne pas dévoiler des hommes. Bien plus, un mannequin femme (ou homme) peut être montrée partiellement habillée ou même déshabillée sans pour autant revêtir un caractère pornographique, tant que cela reste une œuvre d’art sans connotation sexuelle.
Les articles écrits sous forme de confessions sont un genre courant dans les publications à caractère pornographique, comme dans celles destinées aux hommes. Bien souvent, ces articles sont une pure invention de la part d’auteurs professionnels. Mangas érotiques, nouvelles diffusions de vidéos pornographiques et distribution de « services » d’ordre sexuel sont autant de thèmes abordés dans les périodiques destinés plus précisément aux hommes et les revues pornographiques.
Les publications visant les femmes renferment la plus grande partie des articles destinés aux revues masculines. Exception faite de quelques photos d’hommes « glamour » (habituellement habillés), ces revues n’ont pas de contenu pornographique. Peu ou pas de revues féminines sont soumises à une censure d’âge car elle ne contiennent pas de pornographie (statistiques publiées en octobre 2007).
Ces publications sont emballées depuis 2004. En 1989, 92 % des supérettes japonaises (konbini) proposait des publications pour adultes. En 2018, parmi les quatre plus grandes enseignes de konbini, 83 % des supérettes proposait des publications.

### Manga
Les mangas pornographiques visent un public aussi bien masculin que féminin. Les mangaka de ce type de publications peuvent être, indifféremment, des hommes ou des femmes.
L’âge de l’acheteur sépare un manga pornographique de celui qui ne l’est pas. S’il n’y a pas d’âge minimum requis, le manga n’est pas pornographique. La plupart des mangas à contenu pornographique sont vendus dans des magasins spécialisés ou/et dans des paquets afin d’éviter qu’ils ne soient regardés par des mineurs. La loi concernant les publications visuelles touchant à la pornographie est plus sévère que celle touchant à la littérature. Dans un roman, une scène explicitement sexuelle n’est pas considérée comme pornographique si elle apparaît comme nécessaire et pertinente dans la progression narrative. Si la description d’une scène de sexe est montrée uniquement pour le sexe, elle est considérée comme pornographique. Quoi qu’il en soit, cette façon de voir serait inacceptable dans beaucoup d'autres pays et contreviendrait aux lois sur la censure hors du Japon.
Un manga destiné à un jeune public peut renfermer quelques images du genre « photos glamour ». Ainsi, les scènes de personnages nus ou à demi dévêtus couvrant leur poitrine ou/et leur pubis de leurs mains ou d’objets ne sont pas non plus considérées comme pornographiques. Elles font souvent partie de séquences comiques.

## Influence de la pornographie japonaises sur les autres cultures
La violation du droit d'auteur a créé un véritable problème là où la copie est prohibée (Asie, Europe, U.S.A, Canada).
Pour éviter de dépenser de l’argent pour traduire les conversations précédant l’acte sexuel, il est devenu habituel de ne conserver que les scènes de sexe issus de la bande originelle et rien d’autre. Les vidéos présentant des viols simulés sont devenues une « niche » pour les producteurs de films pornographiques à tel point que, pour l’étranger, la pornographie japonaise est synonyme de violence sexuelle. Les spectateurs s’imaginent que ces actions sont très courantes dans ce pays.

### L’Occident et la pornographie japonaise
Les hentai, particulièrement les plus extrêmes et également les plus violentes, sont considérées par les Américains et les Européens, comme l’un des produits culturels japonais les plus exportés. À l’opposé, les pinku eiga et les albums-photos artistiques de mannequins (nus ou pas) ont une audience restreinte et totalement différente.

## Types de publications

### Revues périodiques
Les noms des périodiques sont en anglais. Les noms entre parenthèses sont ceux de la maison d’édition :
- Actress (Riidosha)
- Action Camera Stinger (Wani Shuppan)
- Bejean (Eichi Shuppan)
- Beppin School (Eichi Shuppan)
- Best Video (Sanwa Shuppan)
- Don't (Sun shuppan)
- Dr. Piccaso (Eichi Shuppan)
- Gokuh (Eichi Shuppan)
- Cream (Wailea Shuppan)
- Nessha Booi (Tokyo Sanseisha)
- Nyan Nyan Club (Core Magazine)
- Shuukan Playboy (Shūeisha)
- Uoo! (Sun Shuppan)
- Urecco (Mirion Shuppan)
- The Best Magazine (KK Best Sellers)

### Éditeurs
- Akaneshinsha
- Asukii
- Bauhaus
- Bunkasha
- Core Magazine
- C's Publishing
- Eichi Publishing
- France shoin
- Futabasha
- Futami Shobou
- Issuisya
- John Howard Xtreme Publishing
- Kaimeikan
- Kasakura Publishing
- Kindai Eigasha
- Kousaisyobo
- Myway Publishing
- Oakla Publishing
- Oks-online
- Odysseus Publishing
- Saibunkan Shuppan
- Sakuramomo Syobo
- Sanwa Erotica
- Shinchosha
- Shinkosha Publishing
- Shobunkan
- Softmagic
- Studio Pot
- Taiyō Publishing
- Take Shobou
- Terra Publications
- Tokyo Sanseisha
- Tsukasa Shobou
- Wailea Publishing
- Wani Bukkusu
- Wanimagazine
- Yaziyo

### Studios
- Arisu Japan
- Atlas 21
- Bauhaus
- Big Morkal
- Garomage
- Giga
- h.m.p.
- Indies Media
- Japan Home Video
- Japanese 18
- Kasakura Shuppansha
- Kuki
- Kurisutaru Eizou
- Lahaina Tokai
- Moodyz
- Next 11
- Reddo Totsugekitai
- S1 No.1 Style
- SexiA
- Shai Kikaku
- Soft On Demand
- Take Shobou
- Total Media Agency
- Uchu Kikaku - associé à Eichi Shuppan
- Yellow Box

### Personnalités de la pornographie au Japon
- Ai Iijima
- Aika Miura
- Anna Ohura
- Azumi Kawashima
- Bunko Kanazawa
- Chocoball Mukai
- Keiko Nakazawa
- Sakura Sena
- Sora Aoi
- Maria Ozawa
- Yuka Koide
- Hikaru Koto
- Hitomi Tanaka

### Genres
- Bukkake[35]
- Futanari[36]
- Gokkun[37]
- Sexualité de groupe
  - Gang bang[38]
- Hamedori
- Bondage
- Lesbianisme[39]
- Lotion play ou soapland[40]
- Fétichisme sexuel
  - Fétichisme du pied
- Roshutsu[41]
- Tamakeri[42]
- Zenra[43]
- Nakadashi[44]